# 이상태 (독립운동가)
이상태(李相兌, 1891년 9월 17일 ~ 1955년 12월 24일)은 일제강점기 독립운동가이다. 1891년 9월 17일에 남해군 삼동면에서 출생하여 서울에서 동지들과 계몽노동 단체인 조선노동대회를 조직 한 후 조선노동 총동맹에 합류하여 독립운동 중흥목적, 한흥회조직활동을 하였다.

## 생애
1920년 2월 16일 서울에서 김광제(金光濟)·문 탁(文鐸)·김영만(金榮萬)·이종만(李鍾萬) 등과 더불어 조선노동대회(朝鮮勞動大會)를 조직하였다.
동회는 노동자의 상부상조와 인격적 및 지적향상을 도모할 것을 목적으로 한 계몽적 노동단체였다. 초대회장은 김광제였으나 그가 사망하자 동년 8월 임원진을 개편하였는데 회장에 문 탁, 부회장에 정태용(鄭泰容), 총무에 윤철중(尹喆重), 서무에 송우익(宋又翼), 영업에 김호연(金浩然) 등이었고 그는 재무를 담당하였다. 동회는 전국적으로 지부를 설치하고 지방의 기존 노동단체의 규합에 힘써 한때 회원이 8천여명에 달하기도 하였다. 그러나 이후 내부갈등과 재정난으로 활동이 위축되던 중 1924년 4월 통일적이고 전국적인 노동단체인 조선노농총동맹(朝鮮勞農總同盟)에 합류하였다.
한편 그는 김종명(金鍾鳴)·김인섭(金寅燮)과 함께 1919년 8월에 조직된 대한국민회(大韓國民會)에 가입하여 독립운동에 힘을 쏟았다. 그러나 이들은 일제의 탄압이 심하여 국내 각지의 독립운동이 점차 약화되어감을 개탄하고 이를 다시 중흥할 목적으로 1921년 11월 15일 경기도 인천의 인해여관(仁海旅館)에서 한흥회(韓興會)를 조직하였다.
이들은 이후 국내에서 독립전쟁이 일어날 때 폭탄·권총 등의 무기가 필요할 것을 예상하고 이의 사용방법을 미리 습득하기로 결정하였다. 그리하여 중국으로 가서 무기사용법을 익히기로 한 이들은 1921년 12월 16일 인천을 출발, 중국 상해(上海)방면으로 향하던 중 경의선(京義線) 차련관(車輦館)에서 일경에 붙잡혔다.
그는 1922년 6월 17일 평양복심법원에서 소위 제령7호 위반으로 징역 1년 6월형을 언도받고 옥고를 치르던 중 1923년 7월 25일 가출옥하였다.

## 상훈과 추모
- 1983년에 대통령 표창
- 1990년 애족장을 추서 받았다.

## 참고 문헌
- 신분장지문조회회보서
- 조선민족운동년감 50면
- 독립운동사자료집(국가보훈처) 14권 941면
- 동아일보(1922. 3. 19, 4. 17)
- 독립운동사(국가보훈처) 10권 96∼99면